# Natriumadipat
Natriumadipat ist eine chemische Verbindung aus der Gruppe der Carbonsäuresalze und das Natriumsalz der Adipinsäure.

## Herstellung
Natriumadipat kann durch Reaktion von Adipinsäure mit Natriumcarbonat hergestellt werden.
{\displaystyle \mathrm {(CH_{2})_{4}(COOH)_{2}+Na_{2}CO_{3}\ \longrightarrow \ (CH_{2})_{4}(COO^{-})_{2}(Na^{+})_{2}+H_{2}O+\ CO_{2}\uparrow } }
Auch die Neutralisation von Natronlauge mit einer ethanolischen Lösung von Adipinsäure liefert Natriumadipat.
{\displaystyle \mathrm {(CH_{2})_{4}(COOH)_{2}+2\ NaOH\ \longrightarrow \ (CH_{2})_{4}(COO^{-})_{2}(Na^{+})_{2}+2\ H_{2}O} }

## Eigenschaften
Natriumadipat ist ein farbloser Feststoff, welcher leicht löslich in Wasser ist. Es kristallisiert als Hemihydrat in glänzenden, leicht hygroskopischen Blättchen.
Die Lösungsenthalpie von Natriumadipat bei 298,15 K beträgt 15,70 kJ·mol−1.
Bei der Elektrolyse einer wässrigen Lösung von Natriumadipat entsteht Cyclobutan.

## Verwendung
Natriumadipat wird als Lebensmittelzusatzstoff als Säuerungsmittel, Säureregulator und Kochsalzersatz eingesetzt. Daneben findet es Anwendung als Stabilisator von PVC. Durch Fällung einer heißen Bariumchloridlösung mit Natriumadipat kann Bariumadipat hergestellt werden.
{\displaystyle \mathrm {(CH_{2})_{4}(COO^{-})_{2}(Na^{+})_{2}+BaCl_{2}\ \longrightarrow \ 2\ NaCl+(CH_{2})_{4}(COO)_{2}Ba\downarrow } }